# Драфт ВНБА 2022 года
Драфт ВНБА 2022 года прошёл 11 апреля, в понедельник, в Нью-Йорке, самом крупном городе США, в знаменитой Spring Studios, которая располагается в Трайбеке (боро Манхэттен). К участию в драфте были допущены игроки после окончания колледжа и игроки-иностранцы. Лотерея драфта прошла 19 декабря 2021 года, по результатам которой право выбора под первым номером получила команда «Вашингтон Мистикс», а 6 апреля этот выбор в результате двухсторонней сделки был отправлен в клуб «Атланта Дрим», который был им использован на 21-летнюю Райн Ховард, защитника из Кентуккийского университета. Первый раунд драфта транслировался на спортивном канале ESPN2 (в формате HD) в семь часов вечера по Североамериканскому восточному времени (EDT), а его второй и третий раунды были показаны на кабельном канале ESPNU часом позже. В третий раз драфт ВНБА транслировался в Канаде, который был показан на телевизионном канале TSN1/4.
Всего же на этом драфте было выбрано 36 баскетболисток, из которых 31 из США, 2 из Австралии (Эми Этвелл и Джейд Мельбурн) и по одной из Германии (Ньяра Сабалли), Италии (Лорела Кубай) и Мали (Сика Коне).

## Легенда к драфту
|  | Выделены игроки, выбранные в Баскетбольный зал славы                      |
|  | Выделены участники Матча всех звёзд ВНБА и игроки сборной всех звёзд ВНБА |
|  | Выделены участники Матча всех звёзд ВНБА                                  |
|  | Выделены игроки сборной всех звёзд ВНБА                                   |
|  | Выделены игроки, не игравшие в ВНБА                                       |

## Лотерея драфта
Лотерея драфта была проведена 19 декабря 2021 года, чтобы определить порядок выбора первой четвёрки клубов предстоящего драфта, в студии развлечений НБА в городе Секокусе (штат Нью-Джерси), которая транслировалась на спортивном кабельном канале ESPN в перерыве матча регулярного сезона NCAA между командами «Бэйлор Беарз» с «Мичиган Вулверинс» и «Коннектикут Хаскис» с «Луисвилл Кардиналс». Команда «Вашингтон Мистикс» выиграла в ней право выбирать первой, в то время как «Индиана Фивер» и «Атланта Дрим» были удостоены второго и третьего выбора соответственно. Оставшиеся выборы первого раунда, а также все выборы второго и третьего раундов осуществлялись клубами в обратном порядке их итогового положения в регулярном чемпионате прошлого сезона.
В этой таблице показаны шансы четырёх худших команд прошлого сезона, не попавших в турнир плей-офф, которые боролись за шанс получить первый номер выбора на лотерее предстоящего драфта, округлённые до трёх знаков после запятой:
| Худшие команды прошлого сезона                                                             | Баланс побед и поражений четырёх худших команд прошлого сезона (двух последних сезонов) | Шансы на выигрыш первого номера драфта | Номер выбора на драфте | Номер выбора на драфте | Номер выбора на драфте | Номер выбора на драфте |
| Худшие команды прошлого сезона                                                             | Баланс побед и поражений четырёх худших команд прошлого сезона (двух последних сезонов) | Шансы на выигрыш первого номера драфта | 1-й                    | 2-й                    | 3-й                    | 4-й                    |
| ------------------------------------------------------------------------------------------ | --------------------------------------------------------------------------------------- | -------------------------------------- | ---------------------- | ---------------------- | ---------------------- | ---------------------- |
| Индиана Фивер                                                                              | 6—26 (12—42)                                                                            | 442                                    | 0,442                  | 0,316                  | 0,181                  | 0,062                  |
| Атланта Дрим                                                                               | 8—24 (15—39)                                                                            | 276                                    | 0,276                  | 0,310                  | 0,270                  | 0,144                  |
| Вашингтон Мистикс                                                                          | 12—20 (21—33)                                                                           | 178                                    | 0,178                  | 0,230                  | 0,317                  | 0,275                  |
| Лос-Анджелес Спаркс                                                                        | 12—20 (27—27)                                                                           | 104                                    | 0,104                  | 0,145                  | 0,232                  | 0,520                  |
| Примечание: Закрашенные сегменты таблицы обозначают фактические результаты лотереи драфта. |                                                                                         |                                        |                        |                        |                        |                        |

## Сделки
- 5 февраля 2021 года команда «Миннесота Линкс» обменяла Эрику Макколл в клуб «Вашингтон Мистикс» на право выбора под 28-м номером драфта[6].
- 9 февраля 2021 года команда «Даллас Уингз» обменяла 16-й номер драфта 2021 года в клуб «Чикаго Скай» на право выбора под 19-м номером драфта[7].
- 10 февраля 2021 года состоялась трёхсторонняя сделка между командами «Нью-Йорк Либерти», «Сиэтл Шторм» и «Финикс Меркури», в результате которой:
  - «Нью-Йорк Либерти» получила право выбора под 6-м номером драфта 2021 года, а также право выбора под 8-м номером драфта от клуба «Финикс Меркури», а также Наташу Ховард от команды «Сиэтл Шторм».
  - «Сиэтл Шторм» получила право выбора под 1-м номером драфта 2021 года, а также право выбора под 8-м номером, только что приобретённом у «Меркури», и под 17-м номером драфта от «Нью-Йорк Либерти», а также Стефани Толбот в обмен на Сэми Уиткомб.
  - «Финикс Меркури» получила Киа Нерс и Меган Уокер от «Нью-Йорк Либерти»[8].
- 10 февраля 2021 года состоялась трёхсторонняя сделка между командами «Сиэтл Шторм», «Даллас Уингз» и «Миннесота Линкс», в результате которой:
  - «Сиэтл Шторм» получила Кэти Лу Самуэльсон и право выбора под 18-м номером драфта от клуба «Даллас Уингз», плюс Микию Херберт Харриган от команды «Миннесота Линкс».
  - «Даллас Уингз» получила право выбора под 1-м номером драфта 2021 года, только что приобретённом у «Нью-Йорк Либерти», от «Сиэтл Шторм».
  - «Миннесота Линкс» получила право выбора под 8-м номером драфта, только что приобретённом у «Финикс Меркури», от «Сиэтл Шторм»[9].
- 13 февраля 2021 года команда «Финикс Меркури» обменяла Ивонну Тёрнер в клуб «Атланта Дрим» на право выбора под 26-м номером драфта[10].
- 15 февраля 2021 года команда «Миннесота Линкс» обменяла Одисси Симс и Теми Фагбенле и право выбора под 10-м и 34-м номерами драфта в клуб «Индиана Фивер» на право выбора под 13-м номером драфта[11].
- 14 апреля 2021 года команда «Даллас Уингз» обменяла право выбора под 7-м номером драфта 2021 года и право выбора под 19-м номером драфта в клуб «Лос-Анджелес Спаркс» на право выбора под четвёртым номером драфта[12].
- 13 мая 2021 года команда «Лос-Анджелес Спаркс» обменяла Сидни Виз в клуб «Вашингтон Мистикс» на право выбора под 16-м номером драфта[13].
- 2 июня 2021 года команда «Чикаго Скай» обменяла Шайлу Хил в «Даллас Уингз» на Дейну Эванс и право выбора под 31-м номером драфта, а также возможность обменяться выборами в первом раунде драфта (7-й на 6-й)[14].
- 3 февраля 2022 года состоялась трёхсторонняя сделка между командами «Финикс Меркури», «Чикаго Скай» и «Индиана Фивер», в результате которой:
  - «Индиана Фивер» получила Бриа Хартли, право выбора под 20-м номером драфта и право выбора во втором раунде драфта 2023 года от «Финикс Меркури», а также право выбора под 7-м номером драфта и право выбора в первом раунде драфта 2023 года от «Чикаго Скай».
  - «Чикаго Скай» получила Жюли Альман от клуба «Индиана Фивер», а также право выбора в первом раунде драфта 2023 года от клуба «Финикс Меркури».
  - «Финикс Меркури» получила Даймонд Дешилдс от «Чикаго Скай»[15].
- 3 февраля 2022 года команда «Сиэтл Шторм» обменяла Кэти Лу Самуэльсон и 9-й номер драфта в клуб «Лос-Анджелес Спаркс» на Габби Уильямс[16].
- 5 февраля 2022 года клуб «Лос-Анджелес Спаркс» обменял Эрику Уилер, 15-й номер драфта и право выбора в первом раунде драфта 2023 года в клуб «Атланта Дрим» на Кеннеди Картер и права на Ли Юэжу[17].
- 8 марта 2022 года команда «Индиана Фивер» обменяла Тиэру Маккоуэн, 7-й номер драфта и право выбора в первом раунде драфта 2023 года в команду «Даллас Уингз» на право выбора под 4-м и 6-м номерами драфта, а также право выбора в первом раунде следующего драфта[18].
- 6 апреля 2022 года команда «Вашингтон Мистикс» обменяла 3-й и 14-й номера драфта на право выбора под 1-м номером драфта в клуб «Атланта Дрим»[1].
- 10 апреля 2022 года команда «Миннесота Линкс» обменяла 8-й и 13-й номера драфта на право выбора в первом и втором раундах драфта 2023 года в клуб «Лас-Вегас Эйсес»[19].

## Первый раунд

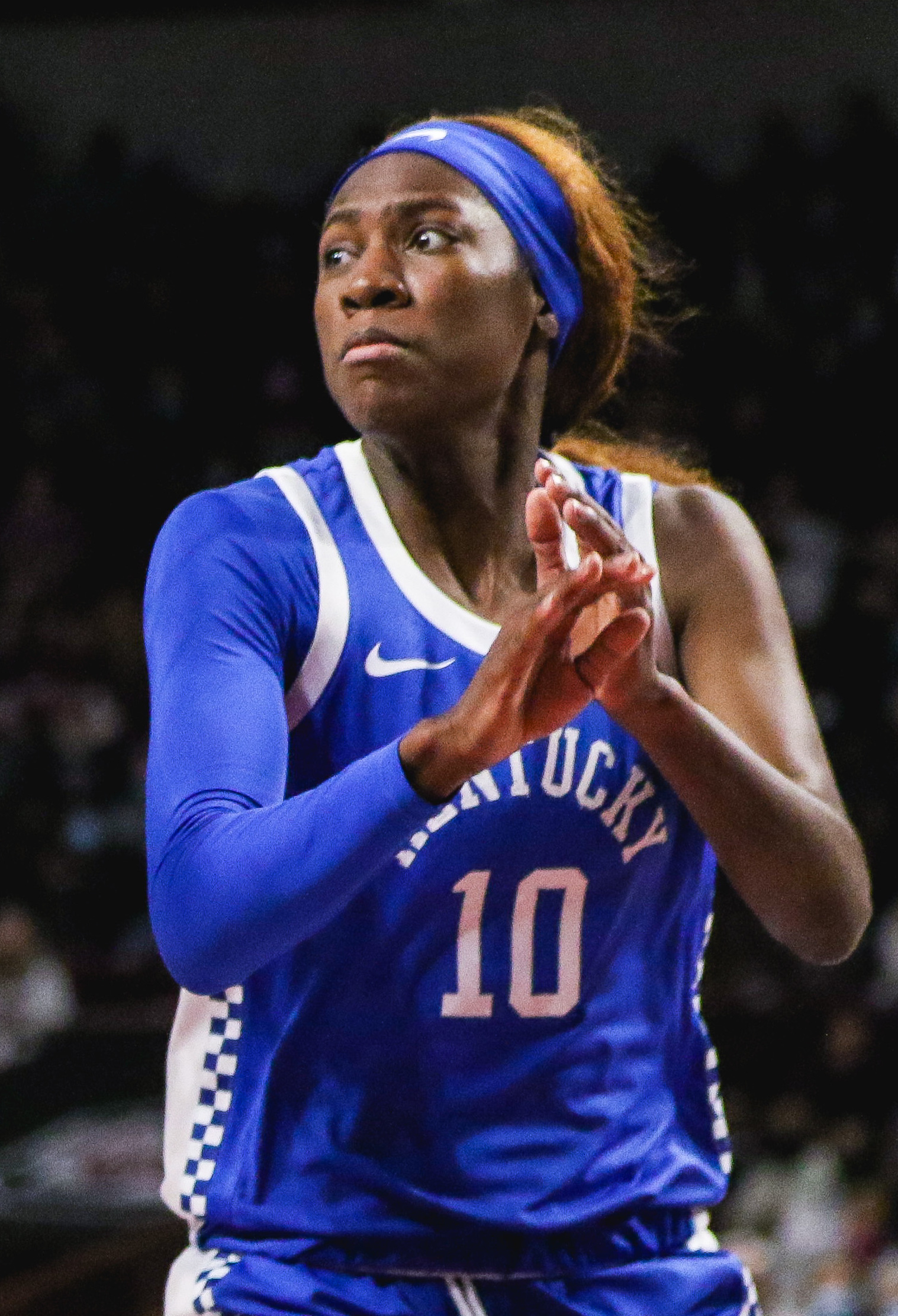
Райн Ховард, 1-й номер драфта

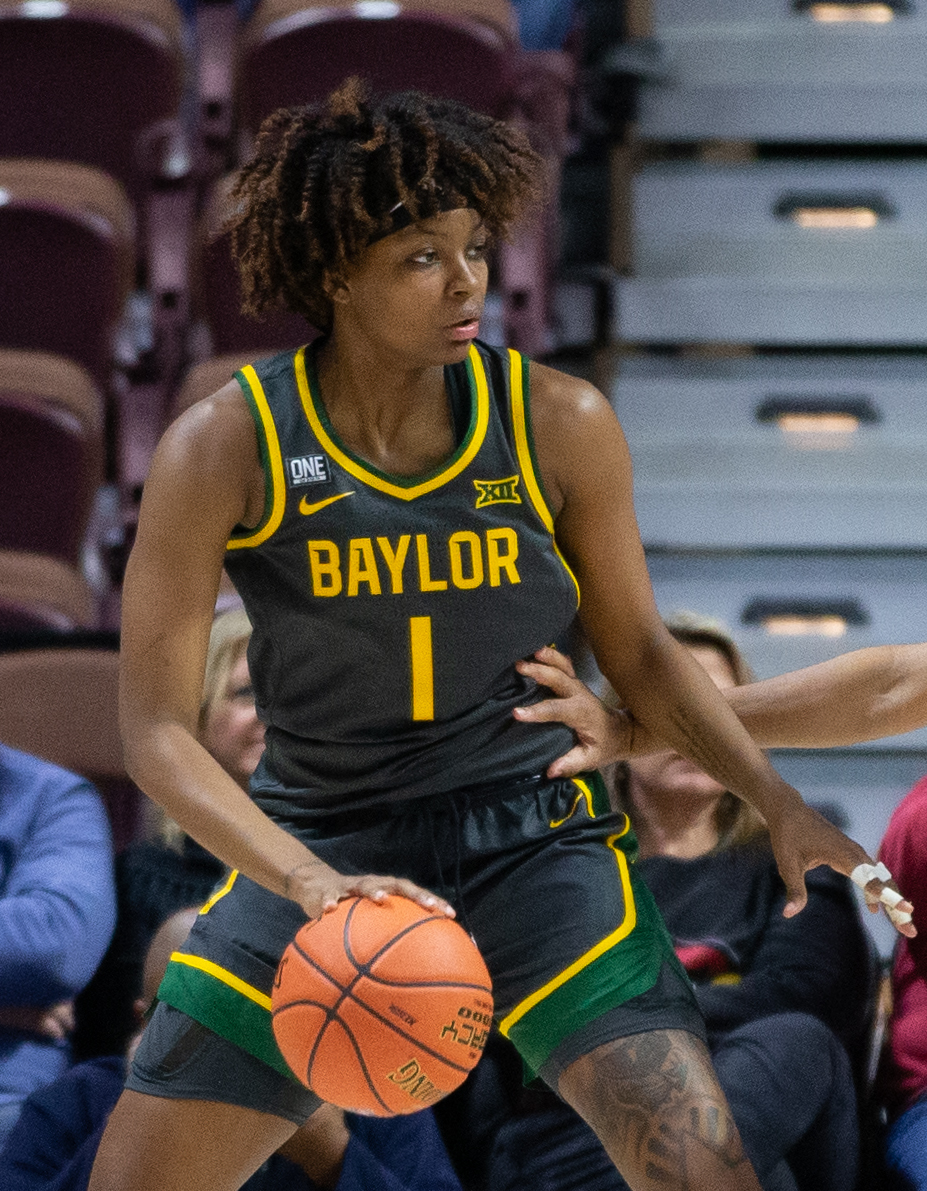
Налисса Смит, 2-й номер драфта

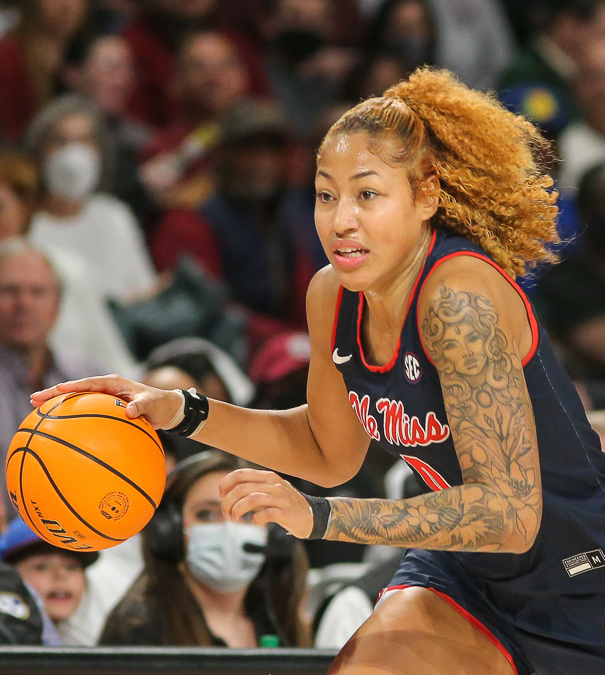
Шакира Остин, 3-й номер драфта

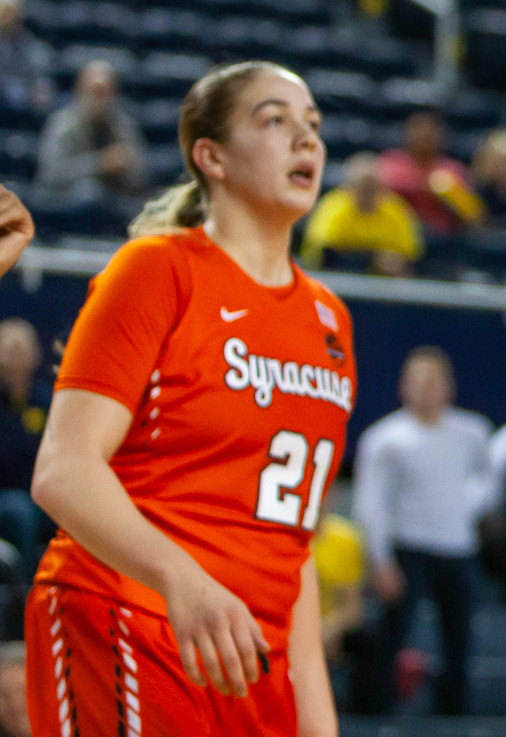
Эмили Энгстлер, 4-й номер драфта

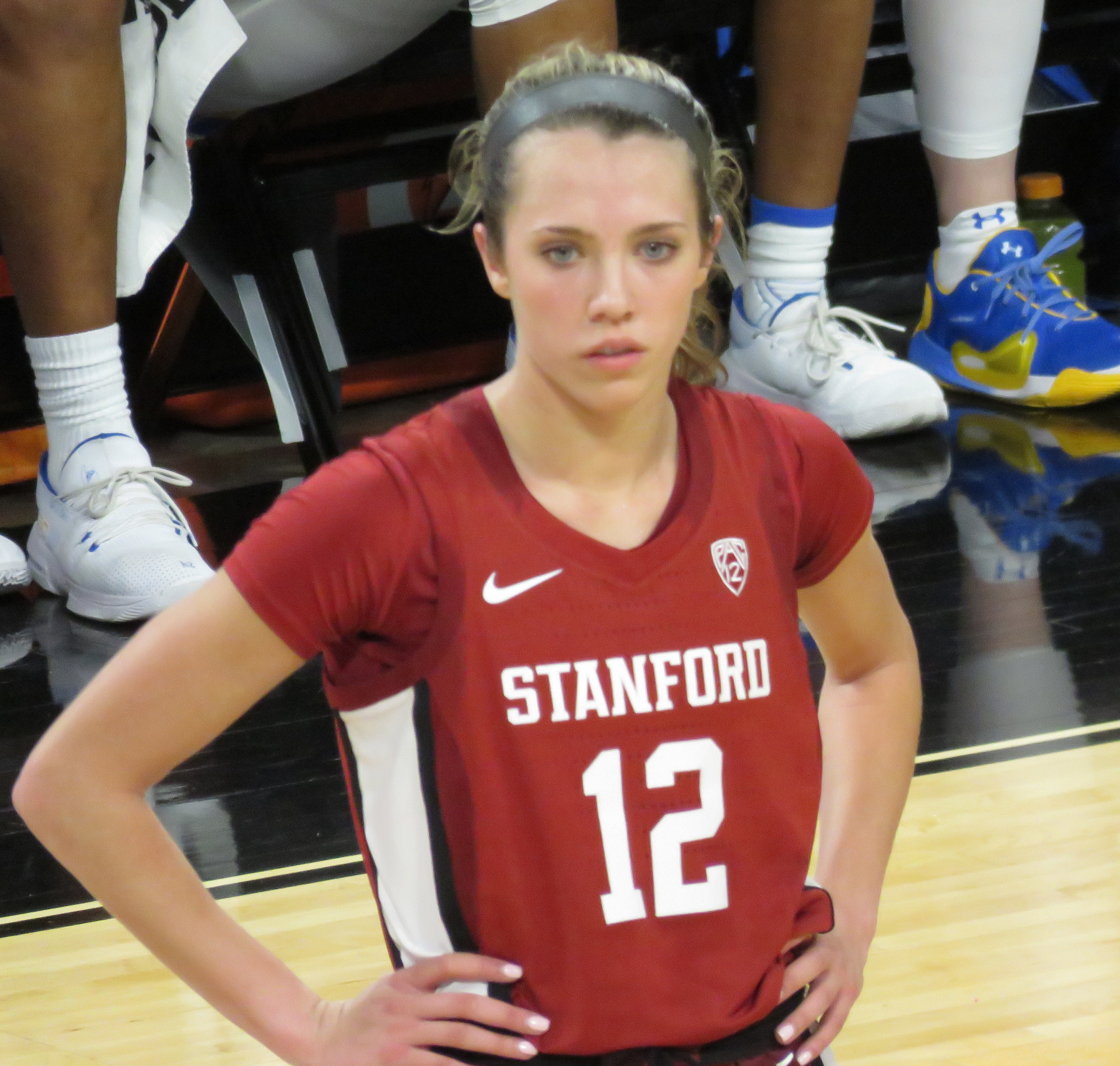
Лекси Халл, 6-й номер драфта

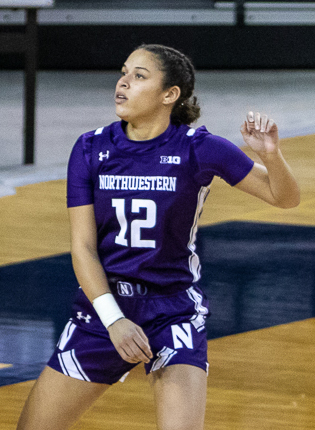
Вероника Бертон, 7-й номер драфта

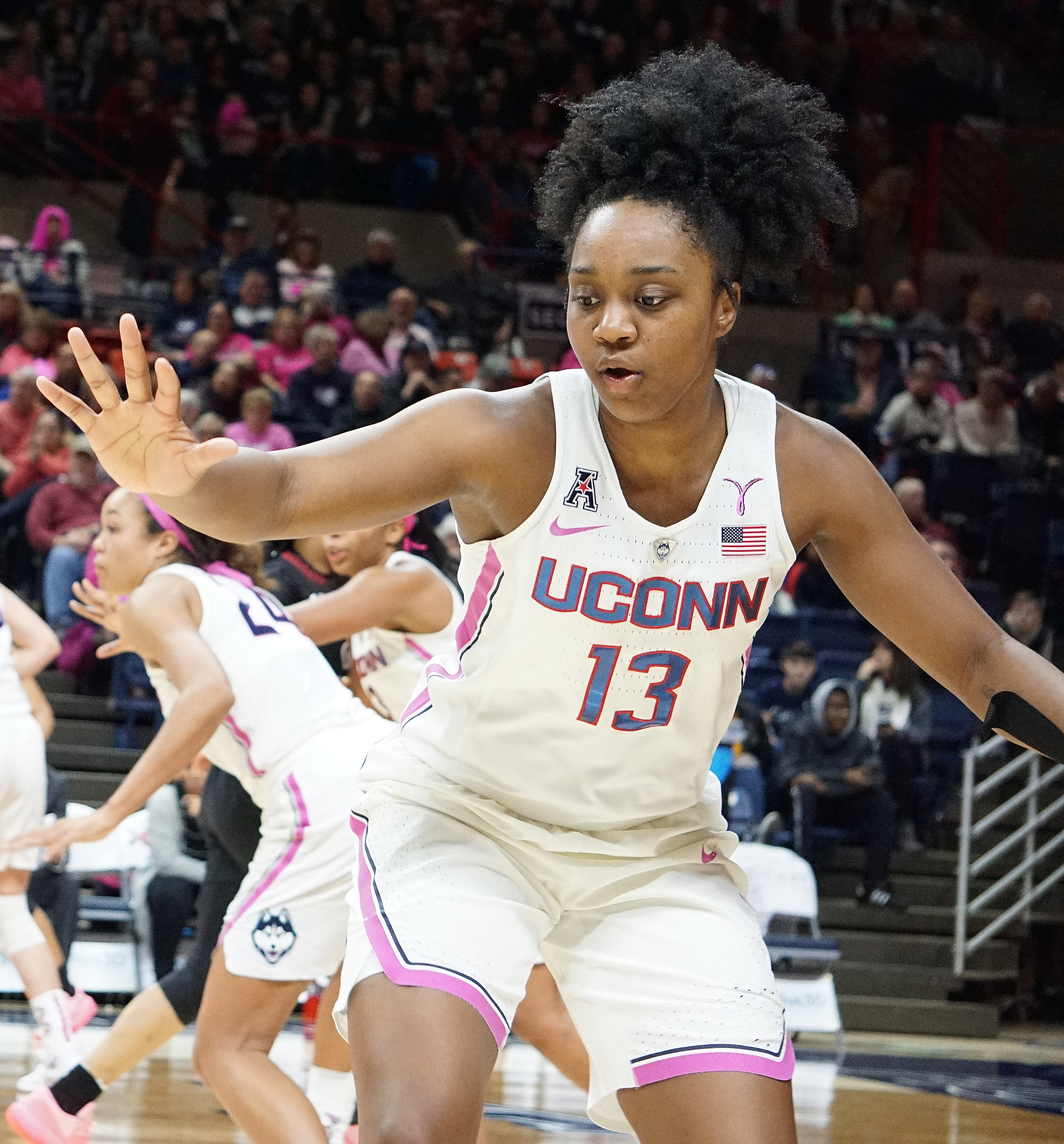
Кристин Уильямс, 14-й номер драфта

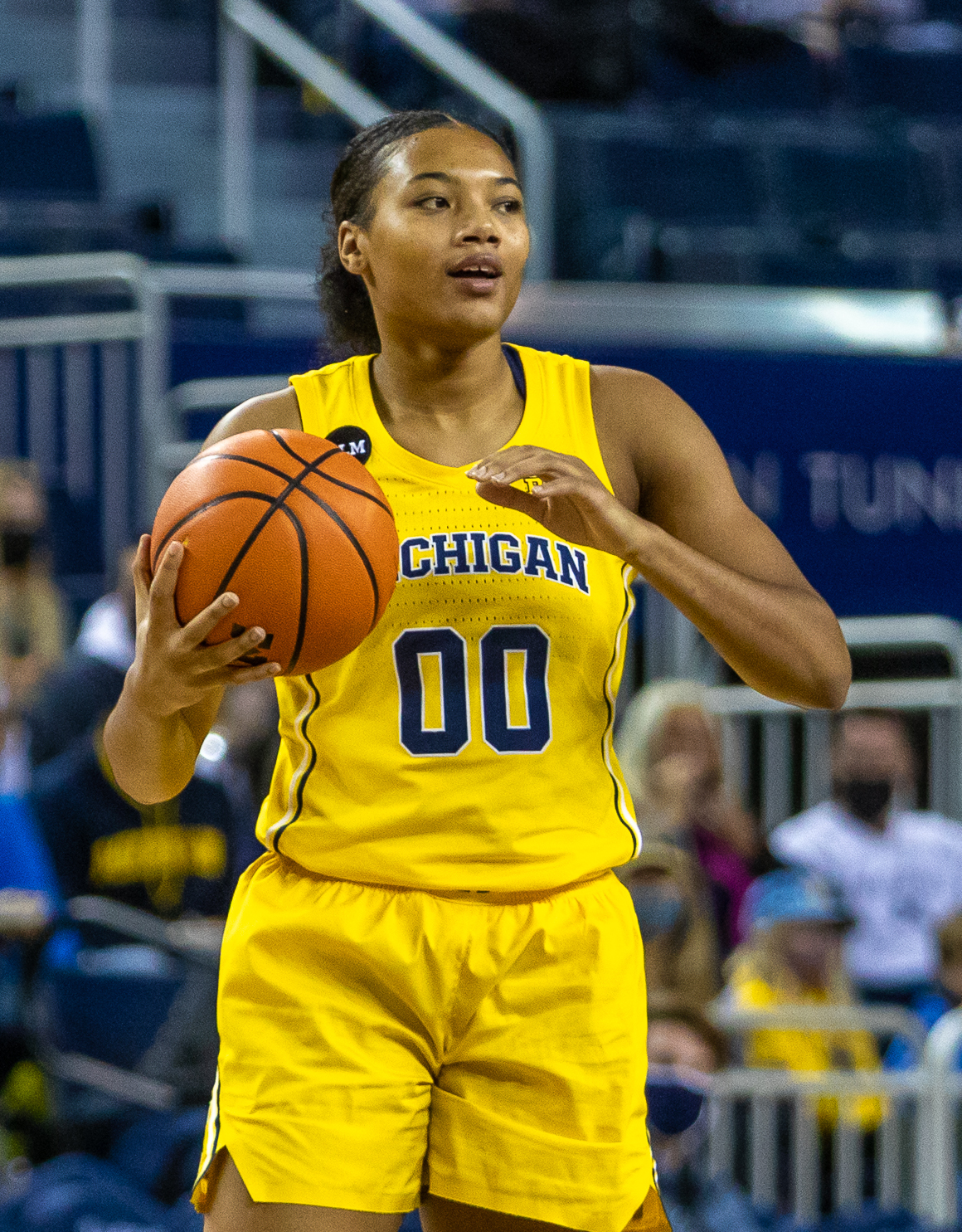
Наз Хиллмон, 15-й номер драфта

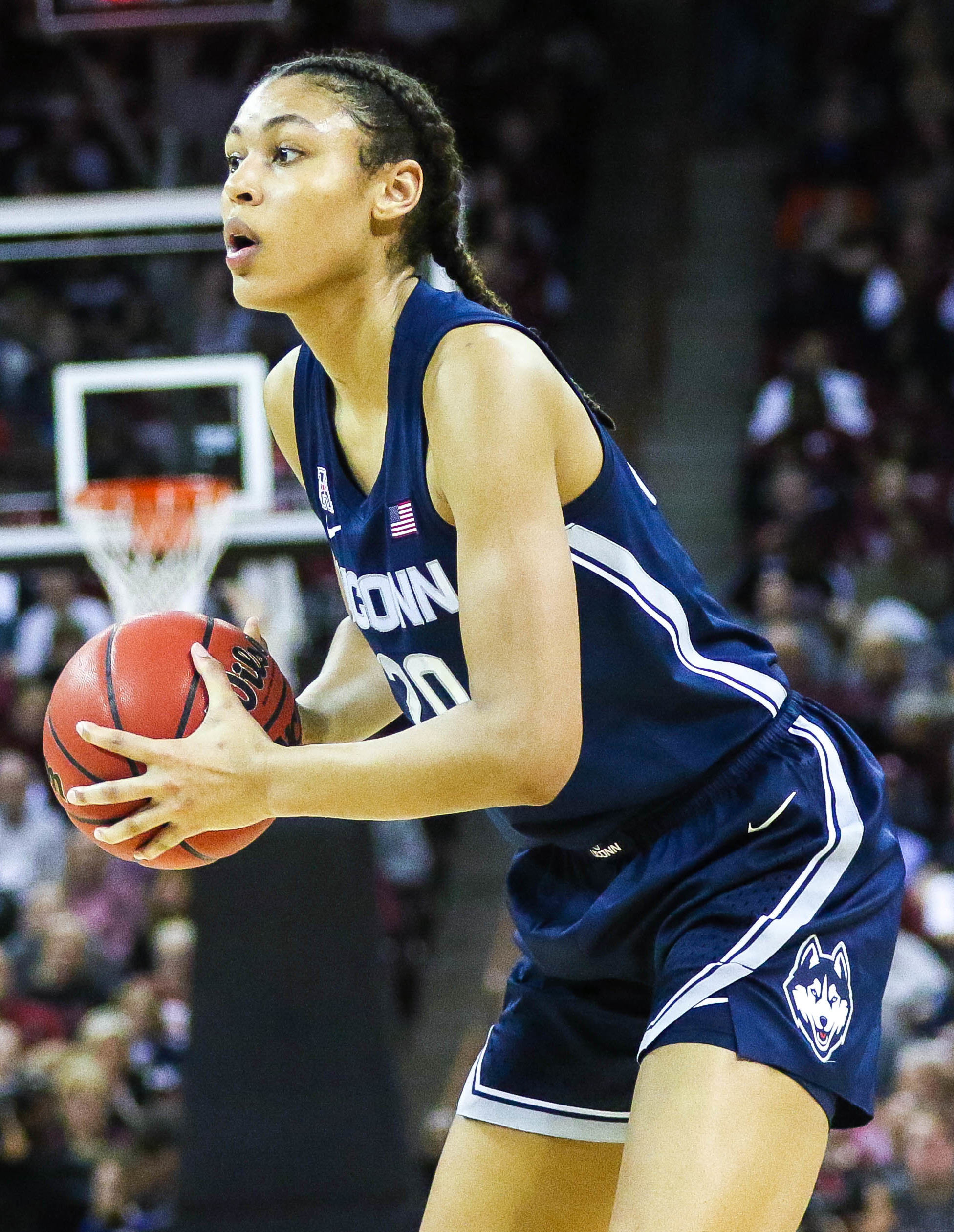
Оливия Нельсон-Одода, 19-й номер драфта

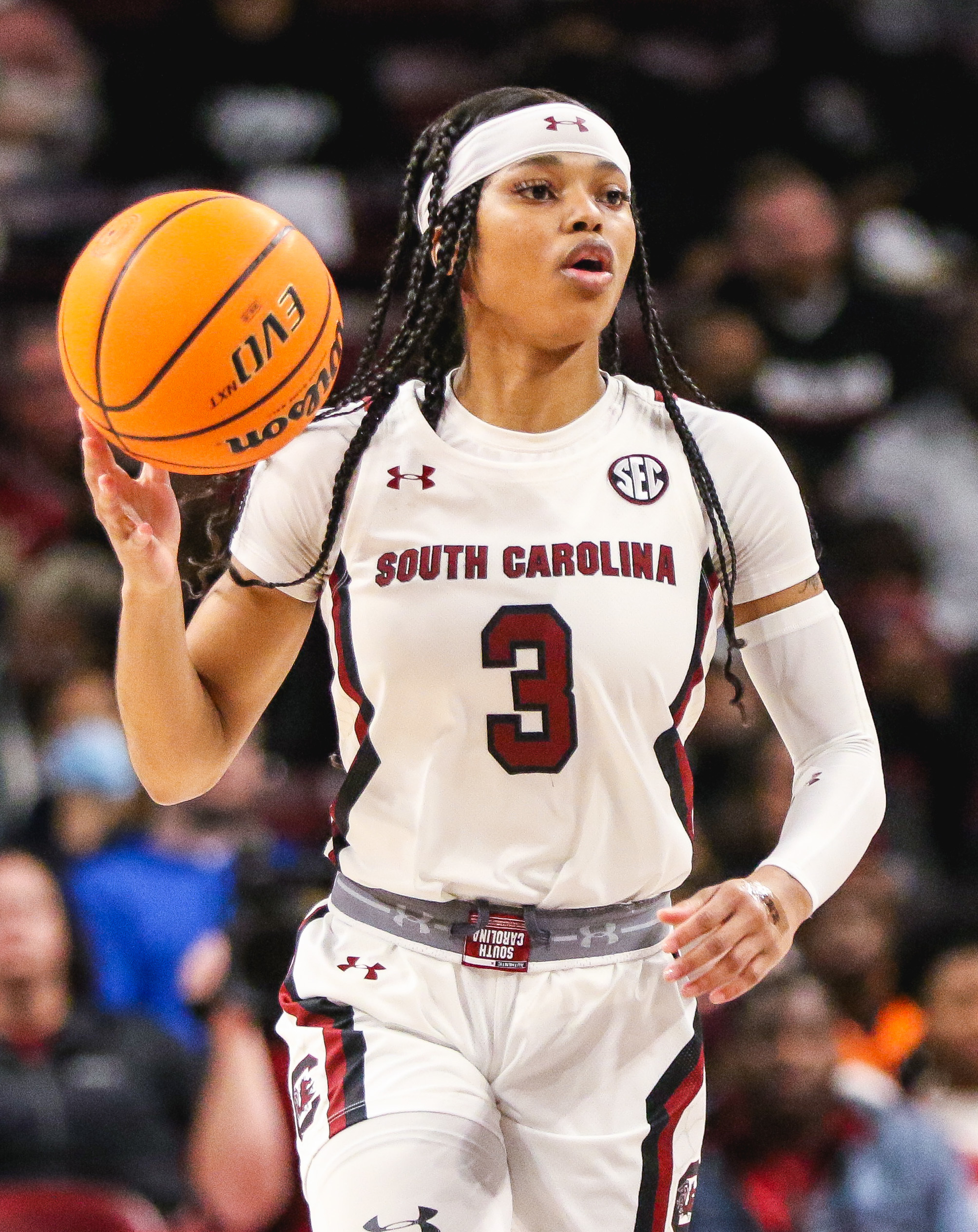
Дестанни Хендерсон, 20-й номер драфта

| Выбор | Игрок           | Позиция            | Гражданство | Команда драфта                                                                                         | Университет/ Бывшая команда                        |
| ----- | --------------- | ------------------ | ----------- | --- | -------------------------------------------------- |
| 1     | Райн Ховард     | Защитник / Форвард | США         | Атланта Дрим (право выбора от Вашингтон Мистикс)                                                       | Университет Кентукки                               |
| 2     | Налисса Смит    | Форвард            | США         | Индиана Фивер                                                                                          | Бэйлорский университет                             |
| 3     | Шакира Остин    | Центровая          | США         | Вашингтон Мистикс (право выбора от Атланта Дрим)                                                       | Университет Миссисипи                              |
| 4     | Эмили Энгстлер  | Форвард            | США         | Индиана Фивер (право выбора от Лос-Анджелес Спаркс через Даллас Уингз)                                 | Луисвиллский университет                           |
| 5     | Ньяра Сабалли   | Форвард            | Германия    | Нью-Йорк Либерти                                                                                       | Орегонский университет                             |
| 6     | Лекси Халл      | Защитник           | США         | Индиана Фивер (право выбора от Даллас Уингз)                                                           | Стэнфордский университет                           |
| 7     | Вероника Бертон | Защитник           | США         | Даллас Уингз (право выбора от Чикаго Скай через Даллас Уингз и Индиана Фивер)                          | Северо-Западный университет                        |
| 8     | Майя Холлингшед | Форвард            | США         | Лас-Вегас Эйсес (право выбора от Миннесота Линкс через Финикс Меркури, Нью-Йорк Либерти и Сиэтл Шторм) | Колорадский университет в Боулдере                 |
| 9     | Рей Баррелл     | Форвард / Защитник | США         | Лос-Анджелес Спаркс (право выбора от Сиэтл Шторм)                                                      | Университет Теннесси                               |
| 10    | Куин Эгбо       | Центровая          | США         | Индиана Фивер (право выбора от Миннесота Линкс)                                                        | Бэйлорский университет                             |
| 11    | Кирстен Белл    | Защитник / Форвард | США         | Лас-Вегас Эйсес                                                                                        | Университет побережья Мексиканского залива Флориды |
| 12    | Ниа Клоден      | Защитник           | США         | Коннектикут Сан                                                                                        | Университет штата Мичиган                          |

## Второй раунд
| Выбор | Игрок                | Позиция             | Гражданство | Команда драфта                                                        | Университет/ Бывшая команда          |
| ----- | -------------------- | ------------------- | ----------- | --------------------------------------------------------------------- | ------------------------------------ |
| 13    | Кейла Пойнтер        | Защитник            | США         | Лас-Вегас Эйсес (право выбора от Миннесота Линкс через Индиана Фивер) | Университет штата Луизиана           |
| 14    | Кристин Уильямс      | Защитник            | США         | Вашингтон Мистикс (право выбора от Атланта Дрим)                      | Коннектикутский университет          |
| 15    | Наз Хиллмон          | Форвард             | США         | Атланта Дрим (право выбора от Лос-Анджелес Спаркс)                    | Мичиганский университет              |
| 16    | Кианна Смит          | Защитник            | США         | Лос-Анджелес Спаркс (право выбора от Вашингтон Мистикс)               | Луисвиллский университет             |
| 17    | Элисса Кюнейн        | Центровая / Форвард | США         | Сиэтл Шторм (право выбора от Нью-Йорк Либерти)                        | Университет штата Северная Каролина  |
| 18    | Лорела Кубай         | Форвард             | Италия      | Сиэтл Шторм (право выбора от Даллас Уингз)                            | Технологический институт Джорджии    |
| 19    | Оливия Нельсон-Одода | Форвард / Центровая | США         | Лос-Анджелес Спаркс (право выбора от Чикаго Скай через Даллас Уингз)  | Коннектикутский университет          |
| 20    | Дестанни Хендерсон   | Защитник            | США         | Индиана Фивер (право выбора от Финикс Меркури)                        | Университет Южной Каролины           |
| 21    | Эвина Уэстбрук       | Защитник            | США         | Сиэтл Шторм                                                           | Коннектикутский университет          |
| 22    | Кейла Джонс          | Форвард             | США         | Миннесота Линкс                                                       | Университет штата Северная Каролина  |
| 23    | Эйша Шеппард         | Защитник            | США         | Лас-Вегас Эйсес                                                       | Политехнический университет Виргинии |
| 24    | Джордан Льюис        | Защитник            | США         | Коннектикут Сан                                                       | Бэйлорский университет               |

## Третий раунд
| Выбор | Игрок                  | Позиция             | Гражданство | Команда драфта                                      | Университет/ Бывшая команда                               |
| ----- | ---------------------- | ------------------- | ----------- | --------------------------------------------------- | --------------------------------------------------------- |
| 25    | Амиша Уильямс-Холлидей | Центровая           | США         | Индиана Фивер                                       | Государственный университет Джексона                      |
| 26    | Майя Додсон            | Форвард             | США         | Финикс Меркури (право выбора от Атланта Дрим)       | Университет Нотр-Дам                                      |
| 27    | Эми Этвелл             | Защитник            | Австралия   | Лос-Анджелес Спаркс                                 | Гавайский университет в Маноа                             |
| 28    | Ханна Шервен           | Форвард / Центровая | США         | Миннесота Линкс (право выбора от Вашингтон Мистикс) | Университет Южной Дакоты                                  |
| 29    | Сика Коне              | Форвард             | Мали        | Нью-Йорк Либерти                                    | Гран-Канария                                              |
| 30    | Жасмин Дики            | Защитник / Форвард  | США         | Даллас Уингз                                        | Делавэрский университет                                   |
| 31    | Джаз Бонд              | Форвард             | США         | Даллас Уингз (право выбора от Чикаго Скай)          | Университет Северной Флориды                              |
| 32    | Мейси Уильямс          | Форвард             | США         | Финикс Меркури                                      | Индианский университет—Университет Пердью в Индианаполисе |
| 33    | Джейд Мельбурн         | Защитник / Форвард  | Австралия   | Сиэтл Шторм                                         | Канберра Кэпиталз (ЖНБЛ)                                  |
| 34    | Али Патберг            | Защитник            | США         | Индиана Фивер (право выбора от Миннесота Линкс)     | Индианский университет в Блумингтоне                      |
| 35    | Фаустин Эйфува         | Центровая           | США         | Лас-Вегас Эйсес                                     | Университет штата Луизиана                                |
| 36    | Киара Смит             | Защитник            | США         | Коннектикут Сан                                     | Университет Флориды                                       |